# Bucquoy
Bucquoy (flämisch: Buschwerkstei oder Bukkool) ist eine französische Gemeinde mit 1.506 Einwohnern (Stand: 1. Januar 2022) im Département Pas-de-Calais in der Region Hauts-de-France. Sie gehört zum Arrondissement Arras und zum Kanton Bapaume. Die Einwohner werden Bucquoysiens genannt.

## Geographie
Die Gemeinde Bucquoy liegt etwa 16 Kilometer südsüdwestlich von Arras an der Grenze zum Département Somme. Nachbargemeinden von Bucquox sind Monchy-au-Bois im Norden und Nordwesten, Douchy-lès-Ayette im Norden, Ayette im Nordosten, Ablainzevelle im Osten, Achiet-le-Petit im Südosten, Miraumont und Puisieux im Süden, Hébuterne im Südwesten, Gommecourt und Foncquevillers im Westen sowie Hannescamps im Nordwesten. An der nördlichen Grenze mit der Gemeinde Douchy-lès-Ayette entspringt der Fluss Cojeul, der zur Sensée entwässert.

## Bevölkerungsentwicklung
| Jahr                       | 1962 | 1968 | 1975 | 1982 | 1990 | 1999 | 2006 | 2013 | 2022 |
| Einwohner                  | 1368 | 1344 | 1307 | 1253 | 1243 | 1218 | 1382 | 1555 | 1506 |
| Quellen: Cassini und INSEE |      |      |      |      |      |      |      |      |      |

## Sehenswürdigkeiten
- Kirche Saint-Pierre, nach dem Ersten Weltkrieg neu aufgebaut
- Ruinen der Burg aus dem 13. Jahrhundert
- zwei Wassertürme
- vier Soldatenfriedhöfe des Commonwealth

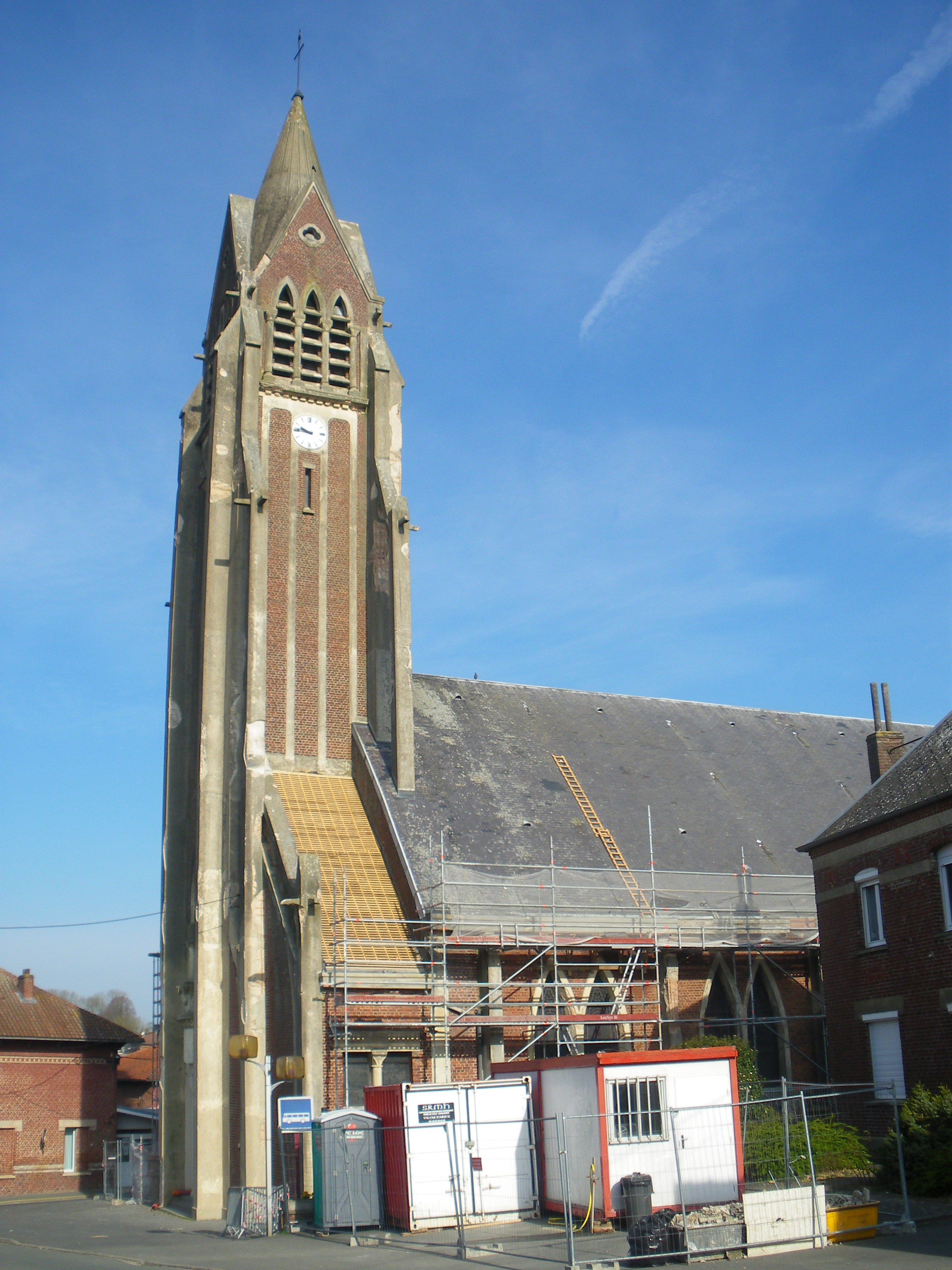
Kirche Saint-Pierre
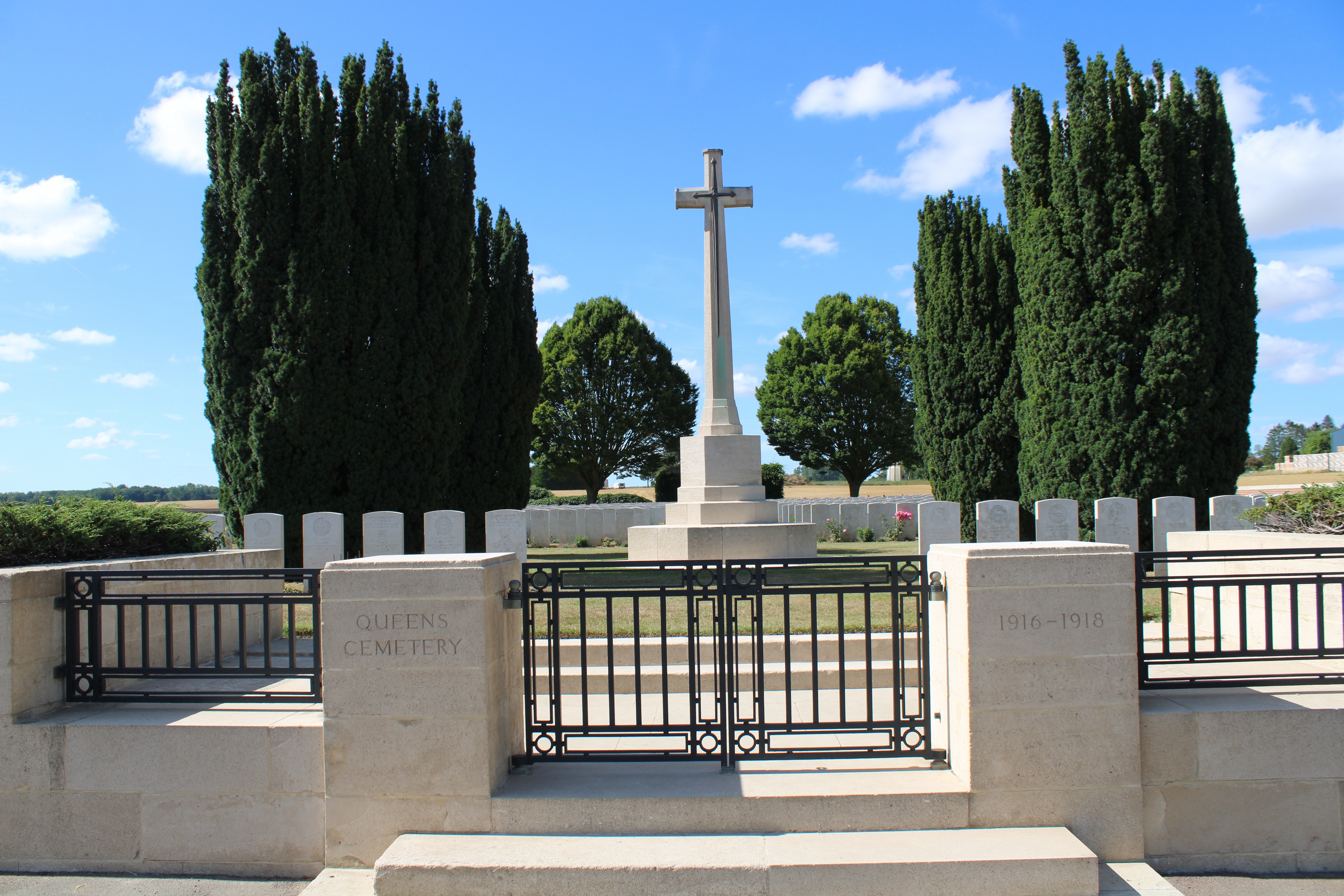
Queens Cemetery
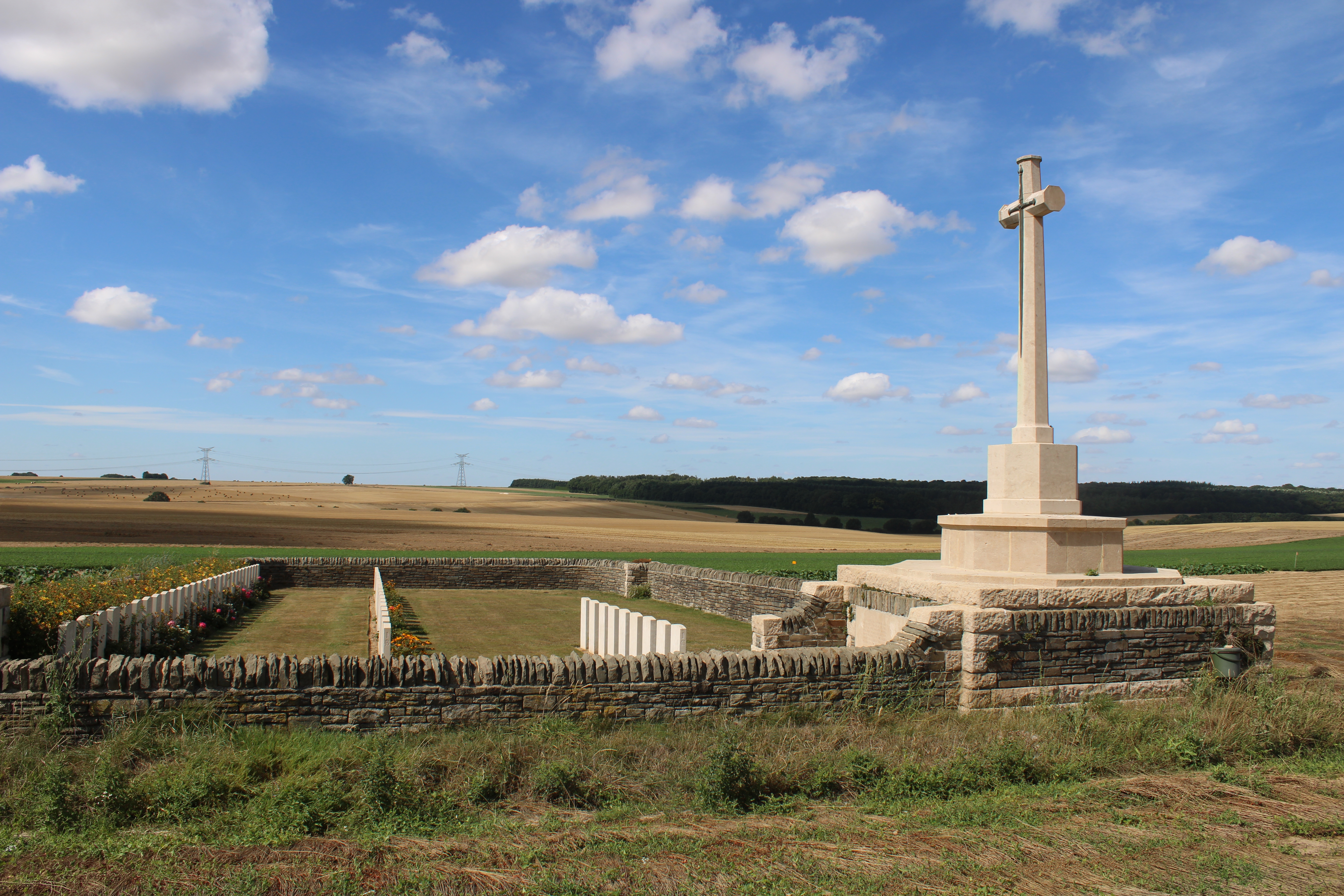
Quesnoy Farm Cemetery
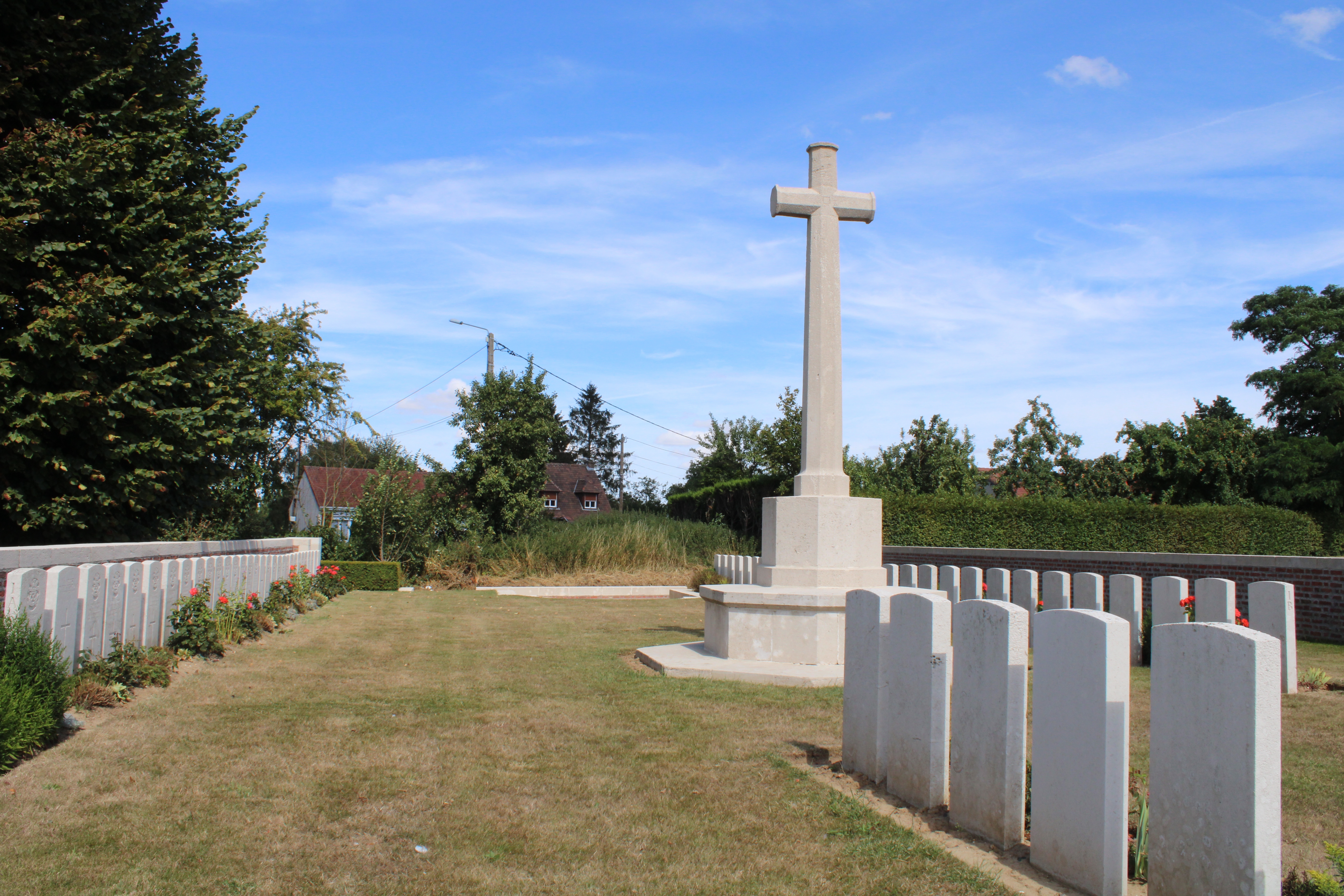
Shrine Cemetery
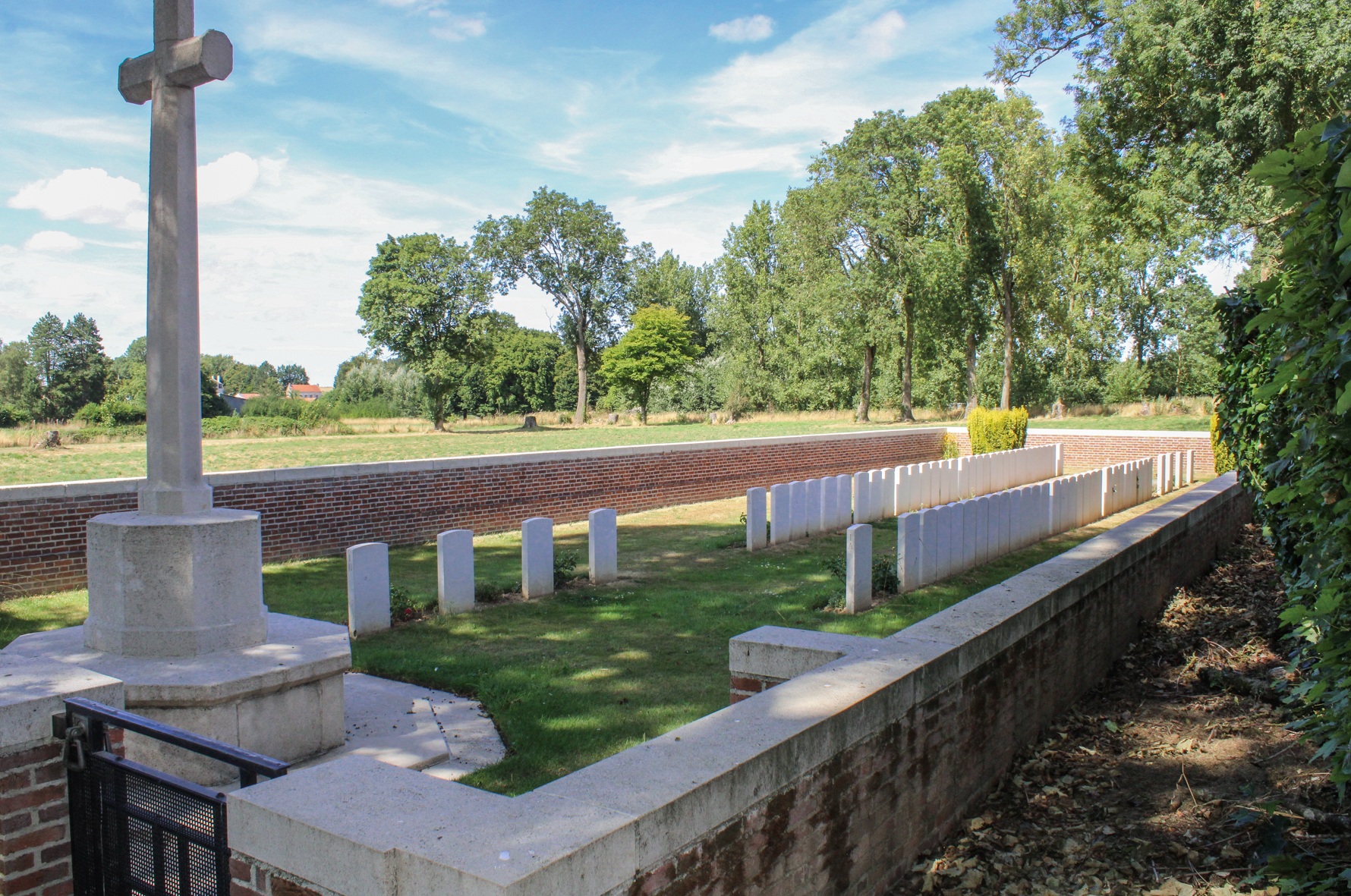
Bucquoy Communal Cemetery Extension